# 不良行為

不良行為（ふりょうこうい）とは、「飲酒、喫煙、深夜徘徊、その他自己又は他人の徳性を害する行為」のことである。不良行為をしている少年（特定少年を除く）は、不良行為少年として保護の対象となる。
不良行為については、少年警察活動規則（平成14年国家公安委員会規則第20号）第2条第6号に飲酒、喫煙、深夜徘徊が明示されており、これに加えて「その他自己又は他人の徳性を害する行為」を警察庁および都道府県警察が定める運用となっている。

## 概要
直接の法的根拠としては、少年法第3条第1項第3号の「虞犯少年」の規定であり、虞犯少年は原則として家庭裁判所の審判の対象となることから、虞犯少年の構成要件該当性の一部である不良行為を行っている少年法上の少年については、少年法の規定に基づき任意指導としての補導、あるいは同法の規定による強制処分ができると言うものである。
また、不良行為の一部は、児童福祉法に基づく児童相談所への通告の対象となる行為であったり、都道府県青少年保護育成条例（深夜規制、入店規制など）に抵触する行為であることから、これらの法令も、これらの法令による規制の延長上として任意指導としての補導、あるいはこれら法令の規定による強制処分ができると言うものである。

### 2022年4月1日以降の特定少年に対する扱い
なお、2022年4月1日以降も、不良行為少年は引き続き18歳、19歳の少年（「特定少年」）に対しても適用される。
もっとも、特定少年は前述のとおり、少年法の虞犯少年（ただし2022年4月1日以降）としての処分の対象外となる。
特定少年が不良行為少年に該当する不良行為を行っていたとしても、警察官は補導などの各種指導を行う法的根拠が無いため、実効力を喪失すると言う議論がある。(成人年齢引き下げ後の改正少年警察活動規則では特定少年に対する継続補導は本人の同意を得ないとできないことになった。)
選挙権を持つ特定少年を虞犯の対象から外すことは虞犯を利用した政治活動の妨害を阻止することになるので適切である。
児童福祉法の対象外である特定少年は親の虐待から逃げても家出や無断外泊で連れ戻されることは無くなり（家出・無断外泊での補導は民法の親権を前提としている）、他人に匿ってもらうことが可能になったので救済措置と言える。民法の成人年齢引き下げ前と違い匿った側が未成年者略取誘拐罪に問われることはない。
ただし、警職法第2条に基づく任意の事情聴取は少年法の少年以外の成人と同様に対象となる。

## 不良行為の種別および態様
不良行為の種別および態様については、警察庁生活安全局によって1999年（平成11年）10月25日に出された「不良行為少年の補導について」（平成11年丙少発第19号）において「以下の行為であって、犯罪の構成要件又はぐ犯要件（少年法第3条第1項第3号に規定されたぐ犯事由及びぐ犯性をいう。）に該当しないものの、そのまま放置すれば、非行その他健全育成上の支障が生じるおそれがあるもの。」と説明されている。
なお、家出と深夜徘徊に関しては、何らかの原因があった場合は不良行為とならない場合がある。
| 種別              | 態様 |
| ----------------- | --- |
| 1 飲酒            | 酒類を飲用し、又はその目的で酒類を所持する行為                                                                                         |
| 2 喫煙            | 喫煙し、又はその目的でたばこ若しくは喫煙具を所持する行為                                                                               |
| 3 薬物乱用        | 心身に有害な影響を及ぼすおそれのある薬物等を乱用し、又はその目的でこれらのものを所持する行為                                           |
| 4 粗暴行為        | 放置すれば暴行、脅迫、器物破損等に発展するおそれのある粗暴な行為                                                                       |
| 5 刃物等所持      | 正当な理由がなく、刃物、木刀、鉄棒その他他人の身体に危害を及ぼすおそれのあるものを所持する行為                                         |
| 6 金品不正要求    | 正当な理由がなく、他人に対し不本意な金品の交付、貸与等を要求する行為                                                                   |
| 7 金品持ち出し    | 保護者等の金品を無断で持ち出す行為 |
| 8 性的いたずら    | 性的ないたずらをし、その他性的な不安を生じさせる行為                                                                                   |
| 9 暴走行為        | 自動車等の運転に関し、交通の危険を生じさせ、若しくは他人に迷惑を及ぼすおそれのある行為、又はこのような行為をする者と行動を共にする行為 |
| 10 家出           | 正当な理由がなく、生活の本拠を離れ、帰宅しない行為                                                                                     |
| 11 無断外泊       | 正当な理由がなく、保護者に無断で外泊する行為                                                                                           |
| 12 深夜徘徊       | 正当な理由がなく、深夜に徘徊又はたむろする行為                                                                                         |
| 13 怠学           | 正当な理由がなく、学校を休み、又は早退等をする行為                                                                                     |
| 14 不健全性的行為 | 少年の健全育成上支障のある性的行為 |
| 15 不良交友       | 犯罪性のある人その他少年の健全育成上支障のある人と交際する行為                                                                         |
| 16 不健全娯楽     | 少年の健全育成上支障のある娯楽に興じる行為                                                                                             |
| 17 その他         | 上記の行為以外の非行その他健全育成上支障が生じるおそれのある行為で、警視総監又は都道府県警察本部長が指定するもの                       |